# Sucre (Falcón)
Sucre è un comune del Venezuela situato nello Stato del Falcón.
Il capoluogo del comune è la città di La Cruz de Taratara.